# Ville Lajunen
Ville Lajunen (ur. 8 marca 1988 w Helsinkach) – fiński hokeista, reprezentant Finlandii.
Jego brat Jani (ur. 1990) także został hokeistą.

## Kariera
- Blues II U18 (2004-2005)
- Blues U18 (2005-2006)
- Blues U20 (2005-2009)
- Blues (2007-2011)
  -  Suomi U20 (2007)
  -  KooKoo (2007-2008)
- Mietałłurg Magnitogorsk (2011-2012)
- Färjestad (2012-2014)
- Jokerit (2014-2017)
- Spartak Moskwa (2017-2018)
- Kunlun Red Star (2018-2019)
- Witiaź Podolsk (2019-2020)
- TPS (2020-)

Wychowanek klubu EKS. Wieloletni zawodnik Espoo Blues. Od lipca 2012 do końca sezonu Svenska hockeyligan (2013/2014) zawodnik szwedzkiego klubu Färjestad BK. Od maja 2014 zawodnik Jokeritu. Od maja 2017 do kwietnia 2018 zawodnik Spartaka Moskwa. Pod koniec maja 2018 przeszedł do chińskiego Kunlun Red Star. Od maja 2019 zawodnik Witiazia Podolsk. Pod koniec września 2020 przeszedł do fińskiego TPS.
Uczestniczył w turniejach mistrzostw świata w 2014, 2017.

## Sukcesy
Reprezentacyjne
- Srebrny medal mistrzostw świata: 2014

Klubowe
- Srebrny medal mistrzostw Finlandii: 2008, 2011 z Blues
- Srebrny medal mistrzostw Szwecji: 2014 z Färjestad
- Finał European Trophy: 2012, 2013 z Färjestad

Indywidualne
- SM-liiga (2009/2010):
  - Szóste miejsce w klasyfikacji asystentów w sezonie zasadniczym: 33 asysty[8]
    - Pierwsze miejsce w klasyfikacji asystentów wśród obrońców w sezonie zasadniczym: 33 asysty
- SM-liiga (2010/2011):
  - Czwarte miejsce w klasyfikacji asystentów w fazie play-off: 7 asyst[9]